# Eparquía de Santa María del Patrocinio en Phoenix
La eparquía de Santa María del Patrocinio en Phoenix (en latín: Eparchia Sanctae Mariae a Patrocinio in urbe Phoenicensi y en inglés: Ruthenian Catholic Eparchy of the Holy Protection of Mary of Phoenix) es una circunscripción eclesiástica de la Iglesia católica en Estados Unidos. Se trata de una eparquía bizantina rutena, sufragánea de la archieparquía de Pittsburgh, que es sede vacante desde el 23 de agosto de 2021.

## Territorio y organización
La eparquía extiende su jurisdicción sobre los fieles católicos de rito bizantino ruteno residentes en los estados de: Arizona, California, Colorado, Oregón, Utah, Washington, Nevada, Alaska, Hawái, Idaho, Montana, Wyoming y Nuevo México.
La sede de la eparquía se encuentra en la ciudad de Phoenix, en donde se halla la Catedral de San Esteban. En Sherman Oaks, un suburbio de Los Ángeles en California, se encuentra la excatedral de Santa María, que fue dañada por un terremoto en 1994.
En 2019 en la eparquía existían 19 parroquias (una de ellas ítalo-griega bizantina) y una misión:
Proto Syncellus
- En Nevada:
  - St. Gabriel the Archangel en Las Vegas

Syncellus of Italo-Greeks in Nevada
- En Nevada:
  - Our Lady of Wisdom Italo-Greek Church en Las Vegas, de rito ítalo-griego bizantino[3]

Syncellus of Arizona, New Mexico and Colorado
- En Colorado:
  - Holy Protection en Denver
- En Nuevo México:
  - Our Lady of Perpetual Help Byzantine Catholic Church en Albuquerque
- En Arizona: 
  - St. Thomas the Apostle Byzantine Catholic Church en Gilbert
  - St. Stephen Byzantine Catholic Cathedral en Phoenix
  - St. Melany Byzantine Catholic Church en Tucson

Syncellus of California
- En California:
  - Annunciation Byzantine Catholic Church en Anaheim
  - St. Nicholas of Myra Byzantine Catholic Church en Fontana
  - St. Basil the Great Byzantine Catholic Church en Los Gatos
  - St. Philip The Apostle en Sacramento
  - Holy Angels en San Diego
  - St. Anne Byzantine Catholic Church en San Luis Obispo
  - Proto-Cathedral of St. Mary en Sherman Oaks

Syncellus of the Pacific Northwest
- En Oregón:
  - St. Irene the Virgin and Great Martyr en Portland
- En Washington:
  - St. George the Great Martyr Byzantine Catholic Church en Olympia
  - St John Chrysostom Byzantine Catholic Church en Seattle
  - SS Cyril and Methodius Byzantine Catholic Church en Spokane Valley
- En Alaska:
  - St. Nicholas of Myra Byzantine Catholic Church en Anchorage
  - Blessed Theodore Romzha Mission en Wasilla

## Historia
La creación de una nueva eparquía para el oeste de Estados Unidos fue propuesta por el concilio metropolitano de jerarcas rutenos en 1981. La Congregación para las Iglesias Orientales recomendó la creación de una nueva eparquía, lo que fue aprobado por el papa Juan Pablo II.
La eparquía de Van Nuys (Vannaisensis) fue creada el 3 de diciembre de 1981 con la bula De consentanea Christifidelium del papa Juan Pablo II, separando territorio de la eparquía de Parma.

De consentanea Christifidelium curatione solliciti, quos ipse Dei Filius consilio quidem suaque providentia tamquam oves pascendas sollertiae Nostrae credidit, nihil sane praetermittimus nullique diligentiae cotidianae parcimus, ut quidquid cum eorundem fidelium necessitatibus aut utilitatibus maioribus coniungi intellexerimus, id quantum maxime possumus perficere studeamus. Hac de causa, cum Episcopi Fratres Metropoliae Pittsburgensis ritus Byzantini in Foederatis Americae Septemtrionalis Civitatibus flagitaverint ut Eparchia Parmensis Ruthenorum, quippe quae maior esset quam quae efficaciter convenienterque gubernaretur, idoneis captis consiliis divideretur novaque ibidem conderetur dicio ecclesiastica, et cum totum istud negotium Sacrae Congregationis pro Ecclesiis Orientalibus Venerabili Fratri Nostro praefecto plane sit probatum, Nos apostolica usi potestate Nostra edicimus et constituimus haec quae sequuntur, persuasum videlicet Nobis habentes posse id in omnium tandem commodum illius ritus fidelium cedere. Ab Eparchia Parmensi ipsos civiles nationis eiudem status detrahimus quibus nomina sunt: Montana, Wyoming, Nevada, Colorado, New Mexico, Arizona, Utah, Idaho, Washington, Oregon, California, Hawaii, Alaska; ex quibus proinde locis et terris Eparchiam creamus ritus Byzantini novam ab urbe vulgaris nominis Van Nuys Vannaisensem in posterum nuncupandam. Erit autem Ecclesia haec Vannaisensis tamquam suffraganea Eparchiae Metropolitanae Pittsburgensi sedesque Eparchiae ipsius in urbe memorata Van Nuys ubi templum Sanctae Mariae sacrum habebitur cathedralis aedes. Ad cetera vero singula quod attinet: Eparchiae administrationem, cleri ac populi iura onera et similia, ius Canonicum servetur oportebit, ratione potissimum ducta Litterarum Apostolicarum « Cleri sanctitati », die secundo mensis Iunii editarum anno MCMLVII, cann. 392-526. Alumnos autem in sortem Domini aliquando vocatos Eparchia mittere poterit ad Seminarium Byzantinum Pittsburgense erudiendos, pacto ea de re cum Metropolita convento. Contrariis quibusvis haudquaquam obstantibus. Ceterum has Litteras Venerabilis Frater Pius Laghi plenum deducet ad effectum, Archiepiscopus nempe titulo Maurianensis et in Foederatis Americae Septentrionalis Civitatibus Apostolicus Delegatus, vel quem alium cumque legaverit ipse, tributis necessariis facultatibus. Rebus denique universis peractis idem Delegatus Apostolicus sincera actorum documenta ad Sacram Congregationem pro Ecclesiis Orientalibus perferet idque actutum.

La eparquía fue canónicamente inaugurada el 9 de marzo de 1982, cuando el archieparca Stephen Kocisko, metropolitano de Pittsburgh, entronizó a Thomas Dolinay como el primer obispo de la eparquía. La iglesia de Santa María en Sherman Oaks fue designada catedral.
Después de que el terremoto de Northridge de 1994 dañó la catedral de Santa María, las oficinas eparquiales y la residencia episcopal, el obispo Kuzma movió su oficina y residencia a Phoenix. El 10 de febrero de 2010 la sede de la diócesis fue oficialmente cambiada a Phoenix. La procatedral de San Esteban pasó a ser catedral y la catedral de Santa María a protocatedral.

## Estadísticas
De acuerdo al Anuario Pontificio 2020 la eparquía tenía a fines de 2019 un total de 2261 fieles bautizados.
| Año                                                                             | Población            | Población | Población      | Sacerdotes | Sacerdotes    | Sacerdotes    | Bautizados por sacerdote | Diáconos permanentes | Religiosos | Religiosos | Parroquias |
| Año                                                                             | Bautizados católicos | Total     | % de católicos | Total      | Clero secular | Clero regular | Bautizados por sacerdote | Diáconos permanentes | Varones    | Mujeres    | Parroquias |
| ------------------------------------------------------------------------------- | -------------------- | --------- | -------------- | ---------- | ------------- | ------------- | ------------------------ | -------------------- | ---------- | ---------- | ---------- |
| 1990                                                                            | 17 125               | ?         | ?              | 27         | 25            | 2             | 634                      | 5                    | 5          | 2          | 24         |
| 1999                                                                            | 3108                 | ?         | ?              | 25         | 20            | 5             | 124                      | 3                    | 7          | 4          | 16         |
| 2000                                                                            | 3110                 | ?         | ?              | 25         | 20            | 5             | 124                      | 4                    | 7          | 4          | 18         |
| 2001                                                                            | 3121                 | ?         | ?              | 28         | 23            | 5             | 111                      | 4                    | 8          | 4          | 18         |
| 2002                                                                            | 3016                 | ?         | ?              | 28         | 21            | 7             | 107                      | 3                    | 10         | 3          | 19         |
| 2003                                                                            | 2947                 | ?         | ?              | 25         | 19            | 6             | 117                      | 3                    | 9          | 2          | 19         |
| 2004                                                                            | 2849                 | ?         | ?              | 25         | 17            | 8             | 113                      | 6                    | 15         | 4          | 19         |
| 2009                                                                            | 2613                 | ?         | ?              | 25         | 24            | 1             | 104                      | 11                   | 3          | 4          | 19         |
| 2010                                                                            | 2561                 | ?         | ?              | 24         | 23            | 1             | 106                      | 11                   | 3          | 4          | 19         |
| 2013                                                                            | 2491                 | ?         | ?              | 27         | 25            | 2             | 92                       | 11                   | 4          | 3          | 19         |
| 2016                                                                            | 2706                 | ?         | ?              | 32         | 31            | 1             | 84                       | 13                   | 3          | 3          | 19         |
| 2019                                                                            | 2261                 |           |                | 35         | 34            | 1             | 64                       | 12                   | 1          |            | 19         |
| Fuente: Catholic-Hierarchy, que a su vez toma los datos del Anuario Pontificio. |                      |           |                |            |               |               |                          |                      |            |            |            |

## Episcopologio
- Thomas Victor Dolinay † (3 de diciembre de 1981-19 de febrero de 1990 nombrado archieparca coadjutor de Pittsburgh)
- George Martin Kuzma † (23 de octubre de 1990-5 de diciembre 2000 de retirado)
- William Charles Skurla (19 de febrero de 2002-6 de diciembre de 2007 nombrado eparca de Passaic)
- Gerald Nicholas Dino (6 de diciembre de 2007-7 de mayo de 2016 retirado)
- John Stephen Pazak, C.SS.R. (7 de mayo de 2016-23 de agosto de 2021 retirado)
  - Thomas James Olmsted, desde el 1 de agosto de 2018 (administrador apostólico[8])